# Gianluca Maggiore
Gianluca Maggiore (né le 21 février 1985 à Naples) est un coureur cycliste italien.

## Palmarès
- 2006
  - Medaglia d'Oro Pietro Palmieri
- 2007
  - Gran Premio Vivaisti Cenaiesi
  - 3e du Giro delle Due Province
- 2008
  - Trophée Stefano Fumagalli
  - Gran Premio Sannazzaro
  - Gran Premio Ucat
  - 3e de la Coppa d'Inverno
- 2009
  - Coppa Caduti Nervianesi
  - Circuito Pievese
  - Trofeo Sportivi Magnaghesi
  - 2e du Circuito Castelnovese
  - 3e de la Coppa Colli Briantei Internazionale
  - 3e du Circuito Molinese
- 2010
  - Coppa San Biagio
  - Circuito Silvanese
  - 3e du Gran Premio Calvatone

## Classements mondiaux
| Année           | 2008 | 2009 | 2010 | 2011   | 2012 |
| --------------- | ---- | ---- | ---- | ------ | ---- |
| UCI Europe Tour | 959e | 689e |      | 1 087e | 834e |